# Kuros de Aristódikos

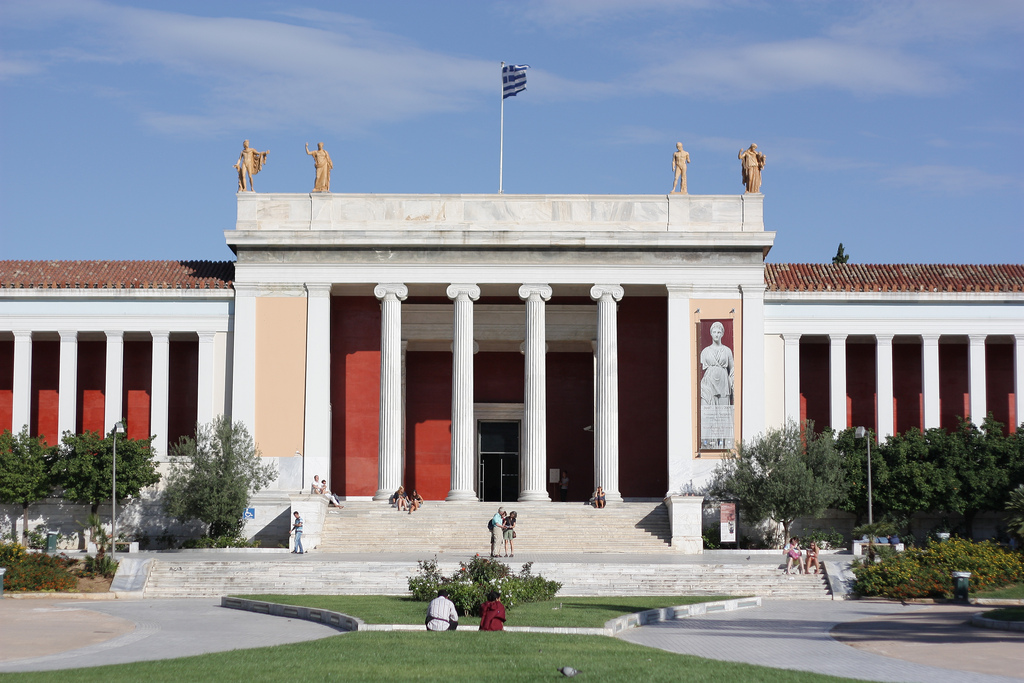
Entrada del Museo Arqueológico Nacional de Atenas.

El kuros de Aristodikos es una escultura tipo kuros que data del año 500 a. C. y que fue esculpida por algún artista de los talleres de Ática, región de la Antigua Grecia.

## Hallazgo
La escultura fue hallada en el año 1944, en la zona de Mesogeia, en la prefectura de Ática (Grecia). 

## Descripción
La pieza representa a un kuros (una estatua de un varón joven, fechada durante el Periodo Arcaico del arte griego (sobre 650 al 500 a. C.). Es un tipo de escultura que imperó durante los siglos VIII - VI a. C. El equivalente femenino son las korai (singular koré).
La estatua de 1,95 m se encontró casi intacta, solo le faltaban las manos, y algunas mellas en el rostro. El pedestal, de 29 cm de alto, es de mármol de Paros. Respeta todavía las reglas de la tradición arcaica, posición frontal con los brazos a lo largo del cuerpo y un pie ligeramente adelantado, pero ya muestra también un mayor naturalismo respecto a los modelos anteriores, con los brazos más alejados del cuerpo, y mayor atención a los detalles anatómicos como las rodillas y tendones, ya camino del arte clásico. El cabello en rizos, que todavía conserva rastros de pintura de color rojizo, se diferencia de los kouroi anteriores por ser corto y, una vez más, por el mayor realismo.

## Características
- Autor: Anónimo, (talleres de Ática).
- Estilo: Época Arcaica griega.
- Material: Mármol de Paros.
- Altura: 1,95 centímetros.
- Inscripción en su base con la expresión "de Aristodikos".

## Conservación
La pieza se expone de forma permanente en el Museo Arqueológico Nacional de Atenas (Grecia), donde tiene asignado el número de inventario 3938.